# Exochus rubroater
Exochus rubroater là một loài tò vò trong họ Ichneumonidae.